# Friedrich Wilhelm Putzger
Friedrich Wilhelm Putzger est un géographe allemand né le 10 janvier 1849 à Siebenlehn et mort le 3 août 1913 à Plauen, dans le royaume de Saxe. 

## Biographie
Il est connu pour être l'auteur d'un atlas historique pour la classe, publié en 1877, et régulièrement réédité depuis.
Son atlas présente les dernières découvertes géologiques de son temps et les analyse selon des biais völkisch.

## Livres
F. W. Putzgers " Historischer Schul - Atlas ", Bielefeld und Leipzig Verlag von Velhagen & Klafing, 1916